# 国家矿山安全监察局
国家矿山安全监察局，简称国家矿山安监局，是中华人民共和国国务院主管煤矿和非煤矿山安全监管监察工作的国家局，现由应急管理部管理。

## 沿革
2020年9月22日，中共中央办公厅、国务院办公厅印发《中共中央办公厅、国务院办公厅关于调整应急管理部职责机构编制的通知》（厅字〔2020〕21号），将应急管理部非煤矿山（含地质勘探）安全监管职责划入国家矿山安全监察局。同日，中办、国办印发中央机构编制委员会办公室制定的《国家矿山安全监察局职能配置、内设机构和人员编制规定》，自当日起施行。
2020年12月10日，国家矿山安全监察局正式揭牌。

## 职责
根据《国家矿山安全监察局职能配置、内设机构和人员编制规定》，国家矿山安全监察局承担下列职能：
1. 拟订矿山安全生产（含地质勘探，下同）方面的政策、规划、标准，起草相关法律法规草案、部门规章草案并监督实施。
2. 负责国家矿山安全监察工作。监督检查地方政府矿山安全监管工作。组织实施矿山安全生产抽查检查，对发现的重大事故隐患采取现场处置措施，向地方政府提出改善和加强矿山安全监管工作的意见和建议，督促开展重大隐患整改和复查。
3. 指导矿山安全监管工作。制定矿山安全准入、监管执法、风险分级管控和事故隐患排查治理等政策措施并监督实施，指导地方矿山安全监督管理部门编制和完善执法计划，提升地方矿山安全监管水平和执法能力。依法对煤矿企业贯彻执行安全生产法律法规情况进行监督检查，对煤矿企业安全生产条件、设备设施安全情况进行监管执法，对发现的违法违规问题实施行政处罚、监督整改落实并承担相应责任。
4. 负责统筹矿山安全生产监管执法保障体系建设，制定监管监察能力建设规划，完善技术支撑体系，推进监管执法制度化、规范化、信息化。
5. 参与编制矿山安全生产应急预案，指导和组织协调煤矿事故应急救援工作，参与非煤矿山事故应急救援工作。依法组织或参与煤矿生产安全事故和特别重大非煤矿山生产安全事故调查处理，监督事故查处落实情况。负责统计分析和发布矿山安全生产信息和事故情况。
6. 负责矿山安全生产宣传教育，组织开展矿山安全科学技术研究及推广应用工作。指导矿山企业安全生产基础工作，会同有关部门指导和监督煤矿生产能力核定工作。对煤矿安全技术改造和瓦斯综合治理与利用项目提出审核意见。
7. 完成党中央、国务院交办的其他任务。
8. 职能转变。国家矿山安全监察局要进一步完善“国家监察、地方监管、企业负责”的矿山安全监管监察体制。以防范遏制重特大矿山生产安全事故为重点，坚持安全第一、预防为主、综合治理的方针，加强对地方政府落实矿山安全属地监管责任的监督检查，严密层级治理和行业治理、政府治理、社会治理相结合的安全生产治理体系，着力防范化解区域性、系统性矿山安全风险。推动地方矿山安全监督管理部门强化监管执法，依法严厉查处违法违规行为，督促企业落实安全生产主体责任，推动企业建立健全自我约束、持续改进的内生机制。强化矿山安全监管能力建设，建立健全监管执法人员资格管理制度，加强教育培训，推进安全科技创新，提升信息化建设和应用水平，进一步提高执法队伍能力和素质。将煤矿安全生产许可、建设工程安全设施设计审查和竣工验收核查、检验检测机构认证、相关人员培训等事项移交给地方政府。

## 机构设置
根据《国家矿山安全监察局职能配置、内设机构和人员编制规定》，国家矿山安全监察局内设机构为副司局级，双重领导机构为正司局级。国家矿山安全监察局派出局实行国家矿山安全监察局与所在地省级人民政府双重领导、以国家矿山安全监察局领导为主的管理体制。国家矿山安监局设置下列机构：

### 内设机构
- 综合司
- 政策法规和科技装备司
- 煤矿安全监察司
- 非煤矿山安全监察司
- 事故调查和统计司
- 安全基础司
- 机关党委（人事司）

### 双重领导机构
- 国家矿山安全监察局河北局
- 国家矿山安全监察局山西局
- 国家矿山安全监察局内蒙古局
- 国家矿山安全监察局辽宁局
- 国家矿山安全监察局吉林局
- 国家矿山安全监察局黑龙江局
- 国家矿山安全监察局江苏局
- 国家矿山安全监察局安徽局
- 国家矿山安全监察局福建局
- 国家矿山安全监察局江西局
- 国家矿山安全监察局山东局
- 国家矿山安全监察局河南局
- 国家矿山安全监察局湖北局
- 国家矿山安全监察局湖南局
- 国家矿山安全监察局广西局
- 国家矿山安全监察局重庆局
- 国家矿山安全监察局四川局
- 国家矿山安全监察局贵州局
- 国家矿山安全监察局云南局
- 国家矿山安全监察局陕西局
- 国家矿山安全监察局甘肃局
- 国家矿山安全监察局青海局
- 国家矿山安全监察局宁夏局
- 国家矿山安全监察局新疆局

## 历任领导
| 局长 - 黄玉治（2020年11月－2023年5月，应急管理部副部长、党委委员兼） - 黄锦生（2023年5月－，应急管理部党委委员兼） 副局长 - 李万疆（2020年11月－2021年5月） - 宋元明（2020年11月－2021年1月） - 黄锦生（2020年11月－2023年5月） - 张昕（2021年3月－） - 周德昶（2021年5月－） - 裴文田（2021年7月－） - 张瑞庭（2023年9月－） | 党组书记 - 黄玉治（2020年11月－2023年5月） - 黄锦生（2023年5月－） 党组成员 - 李万疆（2020年11月－2021年5月） - 宋元明（2020年11月－2021年1月） - 黄锦生（2020年11月－2023年5月） - 张昕（2021年3月－） - 周德昶（2021年5月－） - 裴文田（2021年7月－） - 张瑞庭（2023年9月－） |